# Hépatique des fontaines
Marchantia polymorpha
Espèce
L'hépatique des fontaines (Marchantia polymorpha) est une espèce d’hépatiques vivant dans les milieux humides.
Au printemps et en été cette plante produit des organes sexuels dont la forme évoque un minuscule palmier.

## Reproduction

### Sexuée
Les thalles (ici des lames vertes fixées au sol par des poils rhizoïdes) sont en réalité de sexes différents : des thalles mâles vont produire des "parapluies" où se développeront les anthéridies (productrices de gamètes mâles, les anthérozoïdes) et des thalles femelles qui produiront des "parapluies" où se développeront des organes femelles, les archégones (producteurs chacun d'un gamète femelle, une oosphère). De la fécondation résulte un zygote diploïde. Il se développe sur place, devient un embryon qui par méioses produit les spores haploïdes. Lorsqu'une spore emportée par le vent, la pluie, arrive sur le sol humide, elle germe pour former un nouveau thalle haploïde.

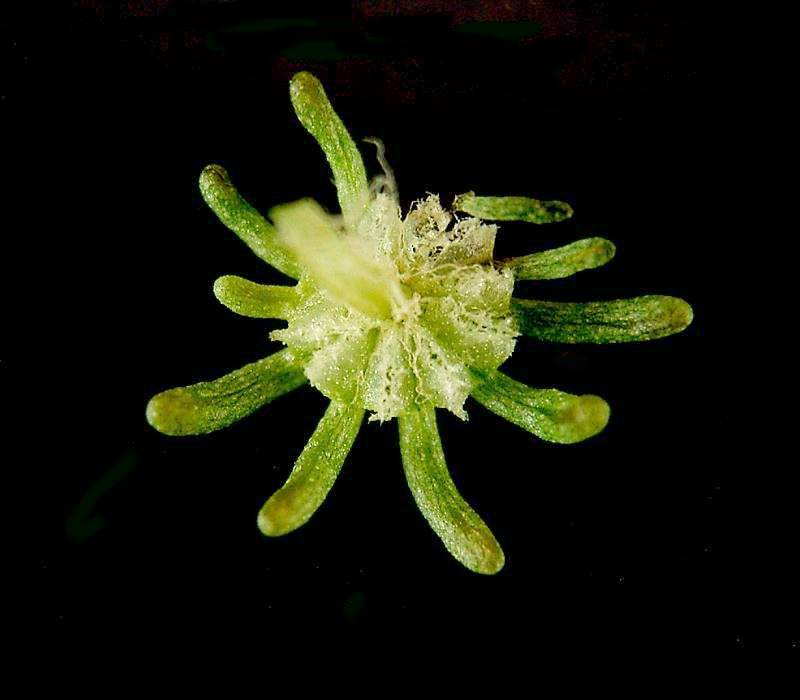
Un organe sexuel femelle ("parapluie") vu du dessous.

### Asexuée
Elle est assurée par les corbeilles à propagules en forme de petites coupes se formant à la surface des thalles.

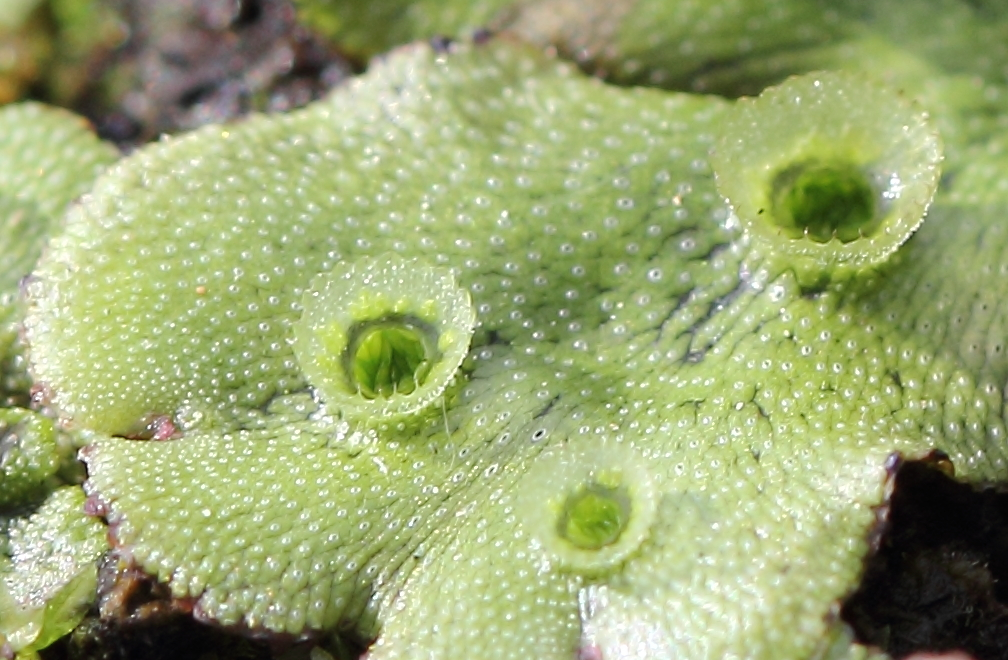
Corbeilles à propagules

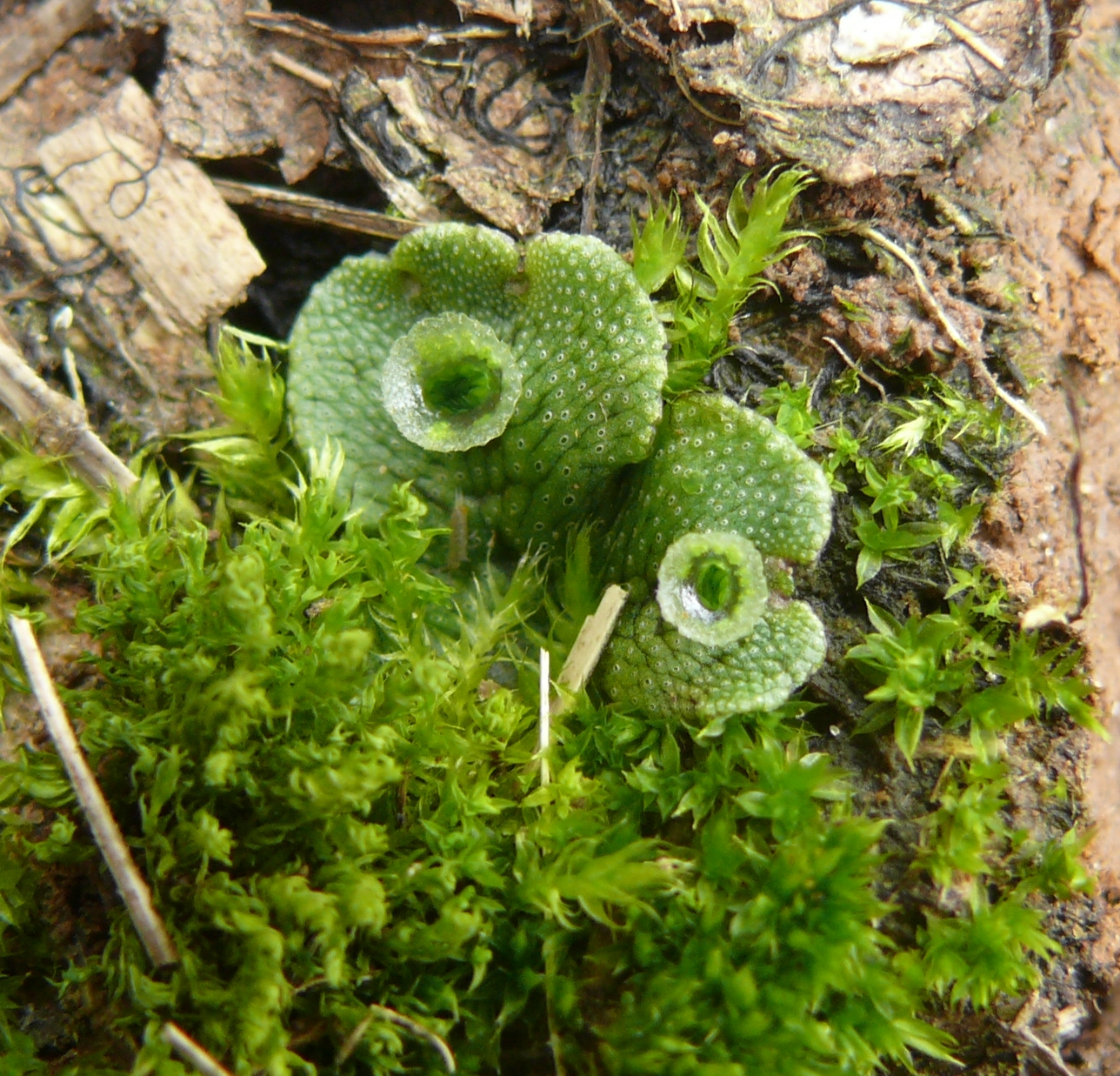
sous-espèce ruderalis

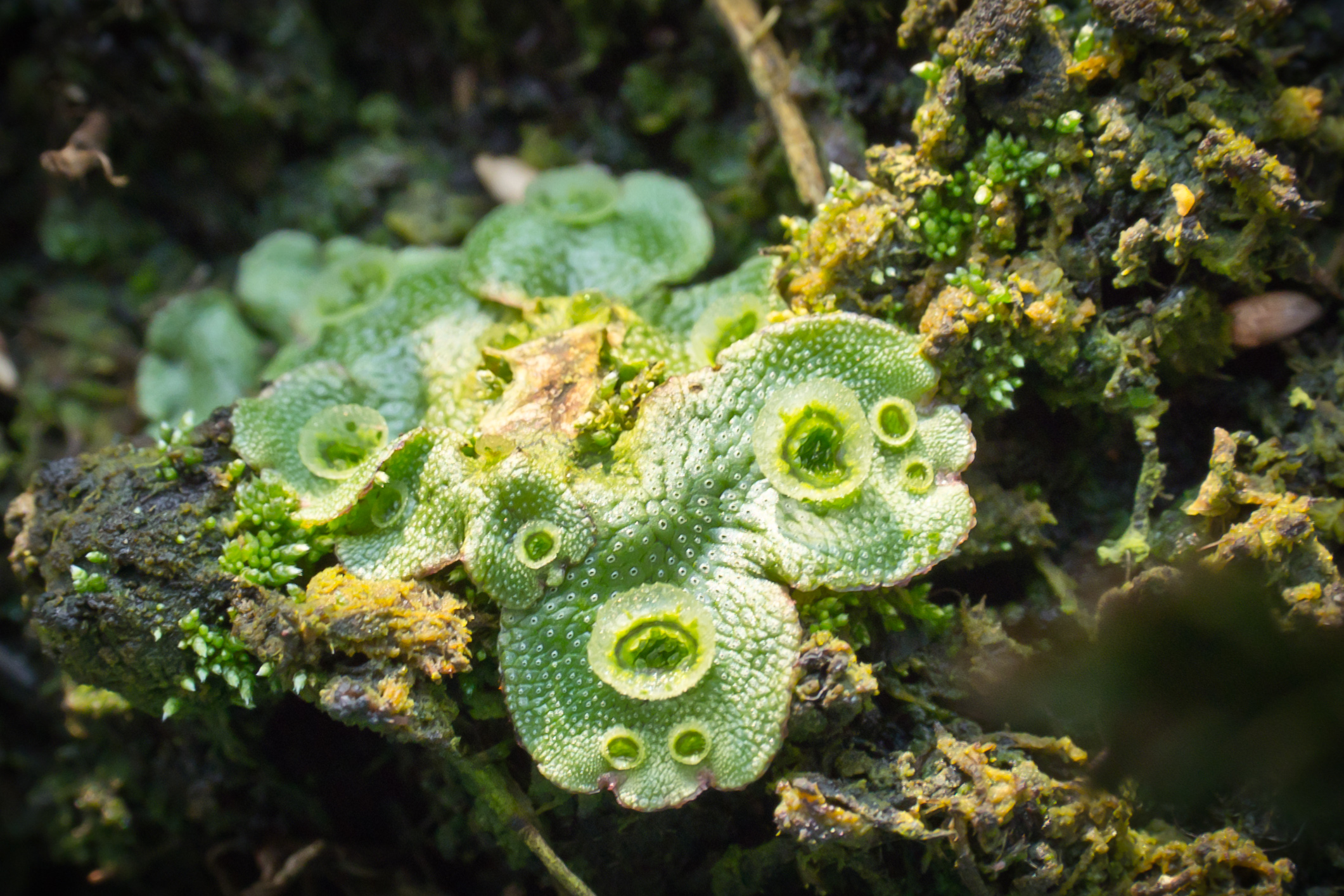
sous-espèce ruderalis

## Recherche scientifique
Une étude scientifique, publiée au début de l'année 2025, a mis en évidence la présence chez Marchantia polymorpha d'un gène spécifique qui proviendrait d'un transfert horizontal depuis un champignon. Les auteurs de l'étude suggèrent que ce gène aurait pu participer à l'adaptation du règne végétal à la surface de la Terre, à une époque où celui-ci était cantonné à la vie sous-marine,.